# Hyaloperonospora dentariae
Hyaloperonospora dentariae is een plantpathogeen behorend tot de familie Peronosporaceae. Hij leeft nauw monofaag op Brassicaceae. 

## Kenmerken
Hij veroozaakt een soort wittig dons aan de onderkant van het blad. Dit dons bestaat uit rechtopstaande conidioforen die enkele malen vertakt zijn, waarbij elke vertakking een conidium aan het uiteinde heeft.

## Waardplanten
Hij komt voor op de volgende waardplanten:
- Cardamine bulbifera (Bolletjeskers)
- Cardamine heptaphylla (Geveerd tandkruid)
- Cardamine impatiens (Springzaadveldkers)
- Cardamine parviflora
- Cardamine pentaphyllos

## Foto's

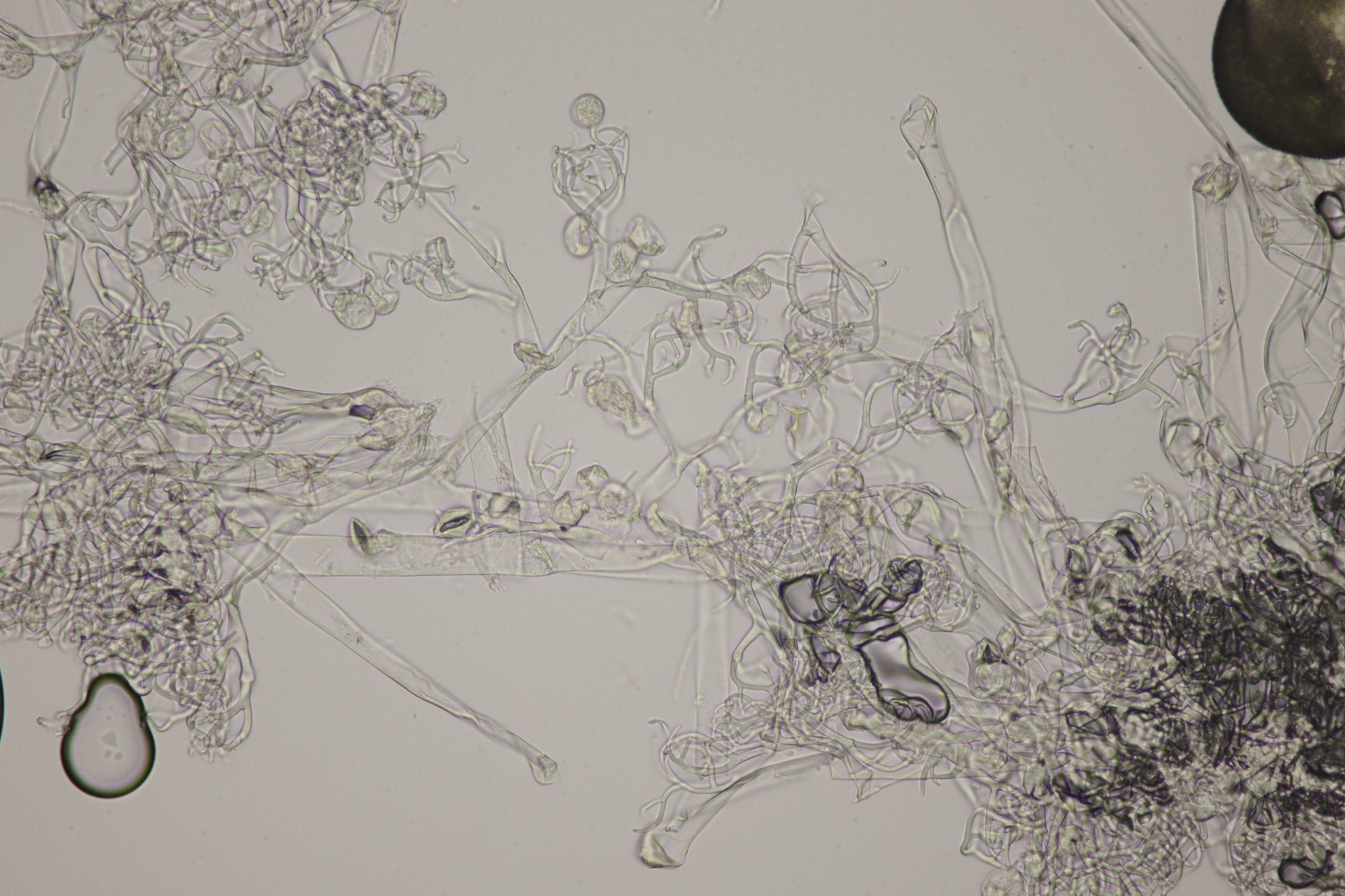
Hyaloperonospora dentariae